# 화환

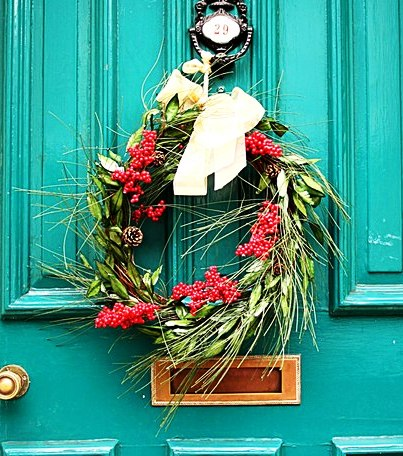
영국의 어느 집 문에 걸려 있는 크리스마스 화환.

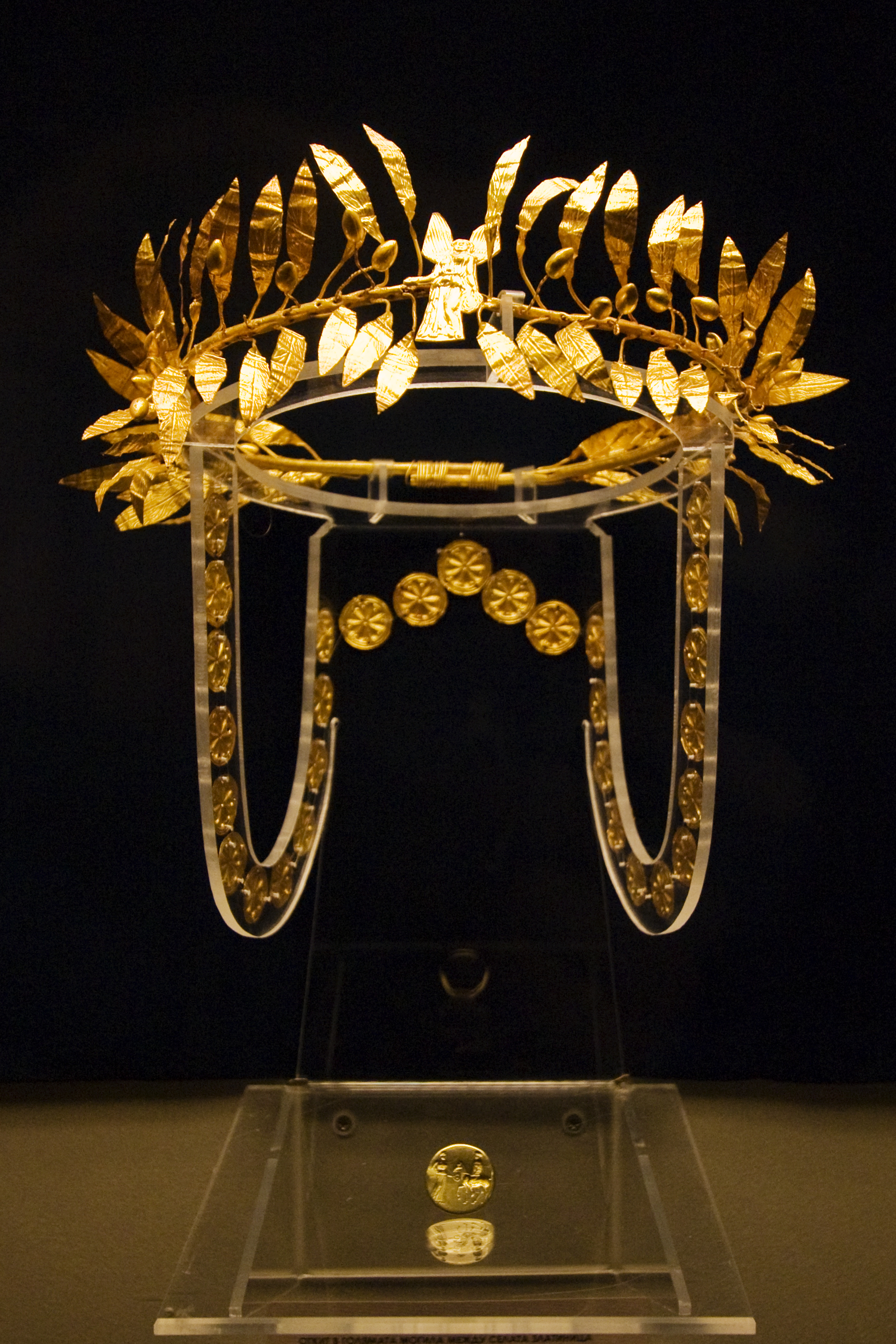
불가리아 얌볼 지역의 골리아마타 모길라에 묻힌 오드리시아 귀족의 무덤에서 발견된 금화환과 반지. 기원전 4세기 중반.

화환(花環)은 꽃, 잎, 과일, 나뭇가지 또는 다양한 재료를 모아 고리 모양으로 만든 것이다.
서구권 국가에서 화환은 일반적으로 가정 장식품으로 사용되며, 가장 흔하게는 대림절과 크리스마스 장식으로 사용된다. 또한 전 세계 여러 문화권에서 의식 행사에도 사용된다. 머리에 쓰는 묵주나 목에 거는 화환으로 쓸 수 있다.